# Sambódromo da Marquês de Sapucaí

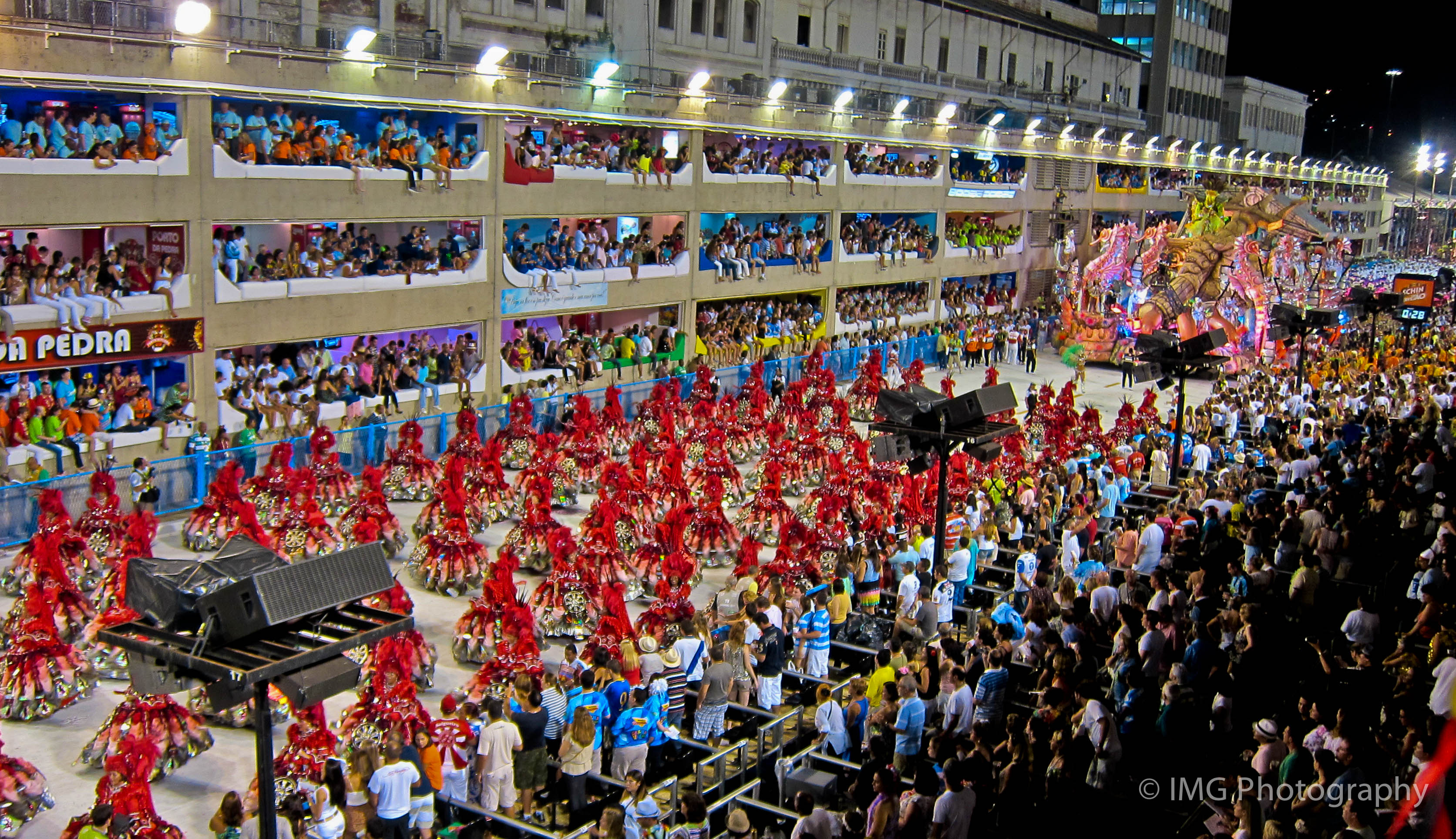
Sambódromo da Marquês de Sapucaí tijdens het carnaval van 2011

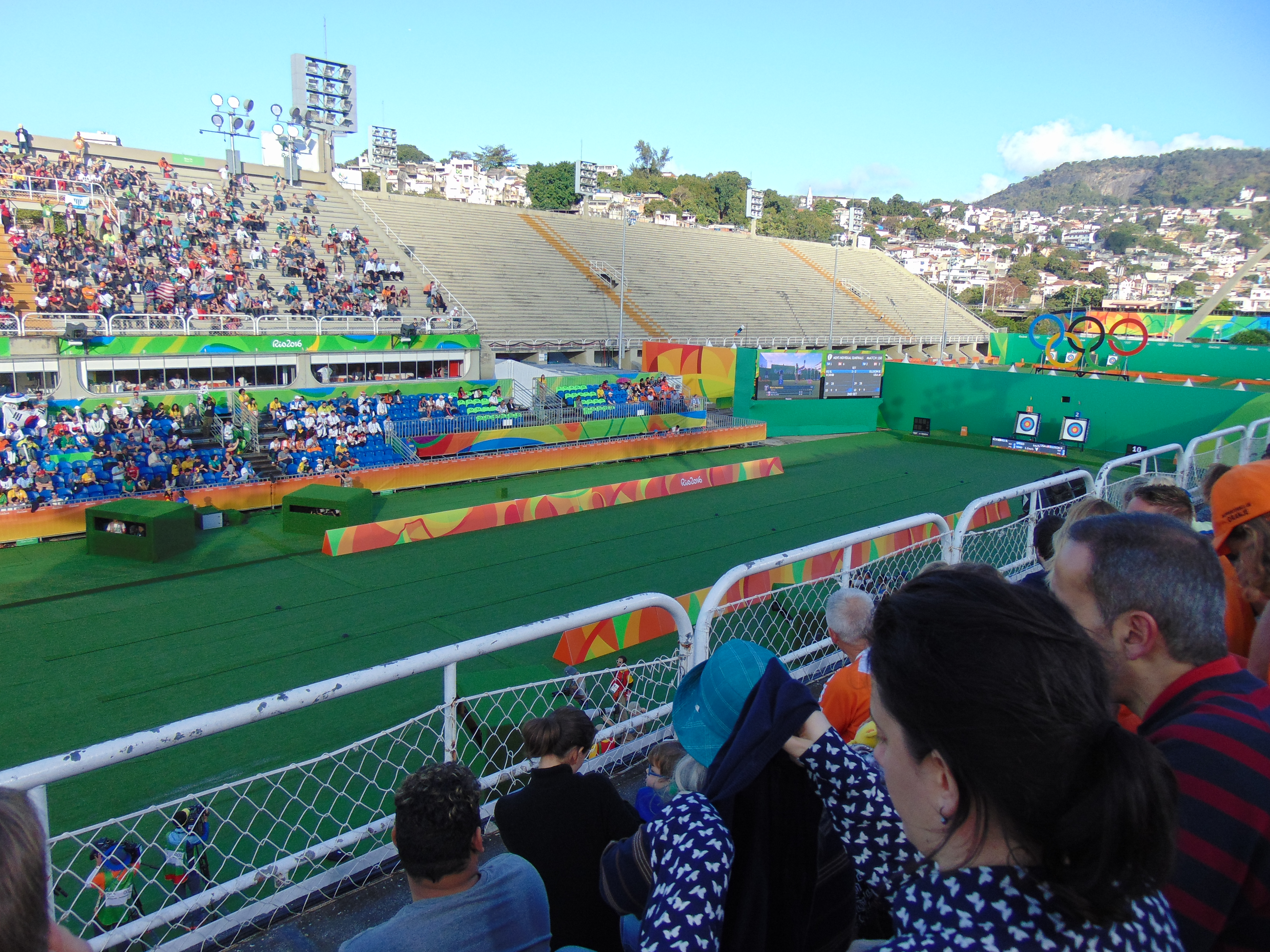
Boogschieten in de Sambódromo tijdens de Olympische Spelen 2016

De Sambódromo da Marquês de Sapucaí (officieel Passarela Professor Darcy Ribeiro, of kortweg Sambódromo) is een speciaal voor het jaarlijkse carnaval in Rio de Janeiro aangelegde paradeplaats in het centrum van Rio de Janeiro.
De Sambódromo werd ontworpen door Oscar Niemeyer en gebouwd in 1984. Het geheel beslaat de 700 meter lange straat Marquês de Sapucaí, die aan beide zijden is volgebouwd met tribunes met een totale capaciteit van 90.000 toeschouwers. De weg wordt ieder jaar voor carnaval opnieuw voorzien van grijze verf. Aan het zuidelijke uiteinde van de route bevindt zich het Praça da Apoteose (Plein van de Apotheose). Hier staan de tribunes verder naar achteren zodat er een plein ontstaat waar de deelnemers aan het carnaval zich na de optocht verzamelen.
Buiten het carnavalsseizoen wordt de Sambódromo regelmatig gebruikt voor popconcerten.

## Olympische Spelen 2016
De Sambódromo was tijdens de Olympische Zomerspelen 2016 het decor van de marathon. Tijdens de Olympische Zomerspelen en de Paralympische Zomerspelen 2016 vond op de Sambódromo tevens het boogschieten plaats.

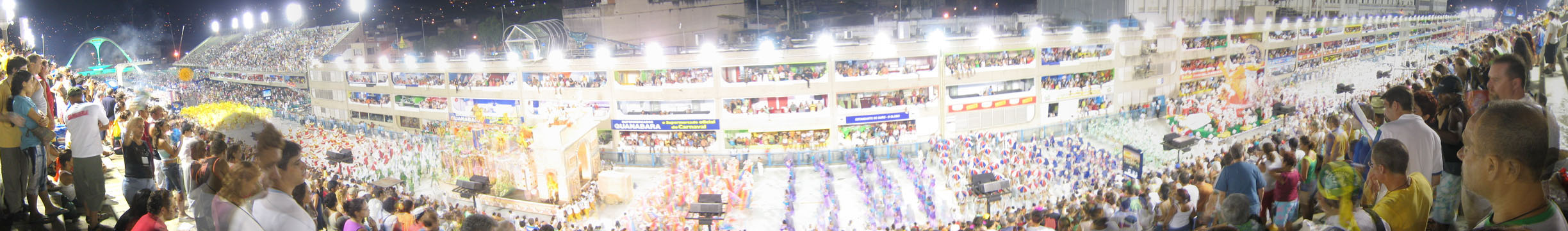
Panoramafoto van de Sambódromo